# Paliseul
Paliseul (vallonsk: Palijhoû) er en by i Vallonien i det sydlige Belgien. Byen ligger i provinsen Luxembourg. Indbyggertallet er pr. 1. januar 1. juli 2006 på 5.056 mennesker, og byen har et areal på 112,96 km².
49°54′13″N 5°8′6″Ø / 49.90361°N 5.13500°Ø